# 博多大吉
博多 大吉（はかた だいきち、1971年〈昭和46年〉3月10日 - ）は、日本のお笑いタレント、司会者。お笑いコンビ博多華丸・大吉のツッコミ・ネタ作成担当。相方は博多華丸。吉本興業所属。
兵庫県神戸市出生、福岡県古賀市出身。芸人仲間から大吉先生と呼ばれている。2012年5月より古賀市のふるさと大使。

## 来歴

### デビュー前
福岡県出身の父と福島県出身の母のもと、両親曰く「墓にまで持って行く」「絶対に教えない」理由で神戸市で生まれる。本名の廣憲（ひろのり）は、祖父の廣と父の憲之それぞれの名前から一字ずつ授かり命名された。2歳の時に福岡県糟屋郡古賀町（当時。現在の古賀市）へ移転。幼少の頃は父親が定職を持たず仕事に就いても問題を起こして退職を繰り返し、大吉が中学生の時に1984年ロサンゼルスオリンピックを開会式から閉会式まで全部見て、挙句日雇いにも行かなくなった。さらに父は「お酒飲むと人が変わる人だった」ため、親の顔色ばかり伺う子供になった。当然生活は貧しく、朝夜の食事が白飯とセール品の明太子のみ、給食の食パンをクラスメイトから譲り受ける事などがあった。とんねるずに憧れて19歳で芸能界に入ったが、なかなか売れず貧乏生活は変わらなかった。
当時はローカルの情報番組で出演者と制作スタッフを兼任してわずかな収入を得て生活していたが、所属していた事務所にアルバイトを禁止されていたため、消費者金融から借金をして生活していた。借金の総額が250万円に達して困り果て、事務所に内緒でレンタルビデオ店の深夜帯のアルバイトを始めると、巧みなトークで客を説得してベテランのアルバイトも手こずる延滞金を回収した。この巧みなトークが、漫才で大成する下地となった。

### 芸能活動
- 1989年、福岡県立光陵高等学校から指定校推薦入学で私立である福岡大学経済学部に入学（後に学費の未払いにより除籍[8]）、落語研究会（サークル内での高座名は「福々亭こまんど」）で相方の岡崎光輝（博多華丸）と出会う。
- 1990年、前述の岡崎とコンビを組み「鶴屋華丸・亀屋大吉（かめや だいきち）」の芸名でデビュー。
- 1997年、芸能活動を1年間休業[9][10]。
- 2004年4月、芸名を現在の博多大吉に改名。
- 2007年11月18日、12年来交際を続けていた宮崎県東臼杵郡門川町出身の一般人女性と結婚。
- 2008年、アメトーーク大賞で、「焼却炉の魔術師」でアメトーーク流行語大賞を獲得。
- 2010年、『年齢学序説』を出版。
- 2010年、ダイナマイト関西 2010 secondで優勝。
- 2011年、ダイナマイト関西 GWで優勝。
- 2012年、「フカボリン」でキー局初MC。
- 2013年、バレベルの塔で、新日本プロレス賢者の称号を獲得。
- 2014年、THE MANZAIで優勝[11]。
- 2015年、IPPONグランプリで優勝。
- 2016年、M-1グランプリ審査員を務める。
- 2016年、ダイナマイト関西 2016で優勝
- 2017年、『日経エンタテイメント』発表の「タレントパワーランキング」で、総合9位、芸人部門でタモリに次ぐ2位となる[12]。
- 2017年、M-1グランプリで2年連続の審査員を務める。
- 2020年、「2020年上半期TV番組出演ランキング」（エム・データ発表）で出演回数330回で総合トップを獲得[13]。同年末発表の「2020テレビ番組出演本数ランキング」（ニホンモニター）でも、出演番組数548番組で初の総合1位となった[14]。
- 2022年、2017年以来5年ぶりにM-1グランプリの審査員を務める。

## 人物

### 趣味・嗜好
- 運動音痴だが、中学・高校ともバスケ部に所属していた。高校ではバスケ部に所属しないつもりだったが、バスケ部の強豪校にいたからという理由で高校でもバスケ部に所属する[15]。弱いのにバスケ部に所属していたため、他校の生徒から何らかの理由で逃げられないと思われ「捕虜」と呼ばれていた。
- プロレス好きで、特に新日本プロレスを「KING OF EARTH」と崇拝しており、自身がレスラーになる夢は中学生のときに諦めたと言うが、高校卒業のときに社員としてサポートしようと新日本プロレスに履歴書を送ったほど。「アメトーーク!」でも、「今、プロレスが熱い芸人」として登場したほか、「知ってるor知ったか?クイズ!バレベルの塔」には「新日本プロレス賢者」認定を目指して登場した[16]。吉本興業の後輩であるレイザーラモンRGが、大学のプロレス同好会の後輩にあたる新日本プロレス所属のレスラー棚橋弘至を「おい!棚橋!」「タナ」などと呼び捨てにしていることに立腹、「人前で呼び捨てにするな!」「チャンピオンなんだから敬え!」とRGに説教をしたと語っている[17]。
- 喫煙者であり、20歳の頃から1日20本のたばこを吸い続けている。2018年の年末に受けた人間ドックの結果、慢性閉塞性肺疾患（COPD）であることが判明し、肺年齢に関しては「69歳」と診断され、医師から完全禁煙を勧められた[18]。
- 大のウルトラマン好きで、その関連するアパレルグッズのコレクションは100点を超えており、ほぼ365日身に着けている[19]。
- ドラえもん好きでもあり、『アメトーーク』「ドラえもん芸人」の回に出演したほか、『グレーテルのかまど』（NHK Eテレ）2022年6月13日放送分では、ビデオ出演でドラえもんとどら焼きの関係性を語った[20]。

### 性格
- 制作サイドにとって期待通りの仕事をソツなくこなす優等生（『ゴッドタン』では麒麟の川島明と共に「上品芸人」と称される）として重宝されているため、ピンでの仕事が増えている[21]。
- 衣装に関しては、細かい条件の自分なりのポリシーを持つ（以前は迷彩柄もNGなど）[22]。
- 吉本興業の後輩の天津の天津飯大郎によると、酒に酔うと「面倒くさくてデリカシーのない先輩に変貌」し、決まって「デキる後輩なら、ここで女の子1人でも…」と要求し、「俺の性欲をナメるな!」ととんでもないことを言い出すとのこと[23]。なお酒の種類については、相方の華丸曰く「黒霧島ばっかり飲んでます」[24]。

### 交友関係
- ナインティナインの岡村隆史とは吉本興業の同期であり、親友と認めあう仲である[25]。『トーキョーライブ24時』で知り合った堂本剛に「互いに闇を抱えているから」という理由で岡村隆史を紹介し、飲みに行ったら2人から「闇を抱えてるのは大吉さんじゃないか？」と言われた。
- つぶやきシローと生年月日が同じ事を華丸からネタにされたことがあり、本人もその事に驚いた[26]。そのつぶやきシローとはこれが縁でラジオ『赤江珠緒 たまむすび』（2021年3月10日放送分にゲスト出演）で共演し、共に50歳の誕生日を迎えた[27]。

### 挿話
- 2021年2月18日放送の『あさイチ』（NHK総合）で、博多大吉と近江友里恵アナウンサーが、出演中の三上弥アナウンサーを「ミスターNHK」と呼んだ[28][29]。
- 2023年7月13日の『あさイチ』（NHK総合）で博多大吉・博多華丸と三上弥アナウンサーが再会した際、大吉が「ミスターNHKが東京に帰ってきましたね」「いつの時代にもいそう」「本当にNHKのアナウンサーの方っていう立ち振る舞いと声質」と放送中に語った[30][31][32]

## 出演
博多華丸・大吉としての出演は、博多華丸・大吉の項を参照。

### テレビバラエティ

#### レギュラー番組
現在
- 二軒目どうする?〜ツマミのハナシ〜（2017年4月 - 、テレビ東京）

過去
- DRAGON GATE〜龍の扉〜（テレビ西日本）
- よしもと!Shall Weショッピング（毎日放送）
- フカボリン（2012年 - 2013年、テレビ東京） - 司会
- 趣味Do楽 火曜「わたしと野菜のおいしい関係〜知って、作って、食べて〜」（Eテレ）2013年
- トーキョーライブ22時 〜ニチヨルまったり生放送中〜（テレビ東京） - パペット「ナナナ」の声
- 4コマコント 起笑転結（2015年10月14日 - 12月30日、日本テレビ） - 司会
- ノンストップ!（2012年4月 - 2016年9月30日、フジテレビ） - 毎週木曜日レギュラー
- 〜突撃!はじめましてバラエティ〜イチゲンさん（2015年10月 - 2017年3月、テレビ東京）
- 有吉反省会（日本テレビ） - 反省見届人レギュラー
- ライオンのグータッチ（フジテレビ）

#### 特別番組
＊MCもしくはメインキャスト
- クイズ!パンチアウト（2014年、TBS） - 司会
- カレンダークイズ（2014年、TBS） - 司会
- 大後悔時代★失敗から学ぶTV（2014年、TBS） - 司会
- 気になるアレがひと目でわかるTV 図ニシテミタイ（2014年、日本テレビ） - 司会
- ゼロイチ!（2014年5月11日・2015年5月8日、日本テレビ） - MC
- 100人インタビューとりあえず聞いてみた・・・スペシャル（2014年12月23日、テレビ朝日） - MC
- バカリ・大吉・SHELLYの一週間日記つけてくれませんか（2015年3月20日・9月18日・9月25日、中部日本放送）
- ウソ!ホント?マジで!?（2015年5月16日、TBS） - 司会
- サンバリュ（日本テレビ）
  - グラフクラブ（2015年5月24日） - MC
  - 都会で踏ん張る!!ワンダ古ハウス〜住み続ける理由は何ですか?〜（2018年6月3日）- MC
- 好きか嫌いか言う時間（2015年10月1日、TBS） - 司会
- 文系なごやかバラエティ 大吉又吉（2016年7月1日、CBCテレビ）
  - 文系おもしろバラエティ 大吉又吉（2017年1月20日、CBCテレビ）
- お客様と10人（2016年11月5日・2017年3月11日、フジテレビ） - MC
- そう言えば気になる!アレって大丈夫?（2016年12月29日、フジテレビ） - MC
- 又吉大吉の眠れない夜を乗り越えて（2017年1月2日、朝日放送） - MC
- ネクストブレイク（日本テレビ）
  - マタキテル（2017年1月16日） - MC
- 地元有名人オススメ東北6県（秘）名物大集合極上ほっこりツアー（2017年2月5日、TBS） - MC
- 博多大吉の気になるけん呼んでみた（2017年3月21日、テレビ西日本）
- ニッポンどうでしょう?（2017年3月24日、フジテレビ） - MC
- コメンテーター予備校（2017年4月9日・9月13日、日本テレビ） - MC
- 未確認情報 Xいいっちゃいいけど 調べてみました（2017年8月25日、NHK総合） - MC
- 突撃!マチナゾ（2017年9月25日、フジテレビ） - MC
- ひかげモンとひなたモン ～こんなんできるんどんなやつ～（2018年2月12日、関西テレビ） - MC
- 指原VS噂の20人 本気で伺います!（2018年12月27日、フジテレビ）[33] - MC
- 笑える!泣ける!動物スクープ100連発（2019年2月27日 - 、TBS） - MC
- 逃げるが勝ちの人生道（2019年4月13日・2020年2月12日、NHKBSプレミアム） - MC
- しあわせ通販計画（2019年11月2日、TBS） - パートナー
- 笑い!涙!感動! 博多大吉の追跡!投書物語（2021年3月28日、BS-TBS）[34] - 司会
- 浜田大吉濱家主催 新春ツッコミ芸人総会（2023年1月2日・2024年1月2日、読売テレビ） - MC[35][36]
  - ツッコミ芸人総会2024 大忘年会（2024年12月19日、読売テレビ・日本テレビ系）- MC[37]
- IPPONグランプリ（フジテレビ） - 2011年開幕戦で初出場、6大会出場・優勝1回 ※準レギュラー
- 教えて!ヴィンテージソング（2023年10月8日、テレビ朝日）- MC[38]

### テレビドラマ
- めんたいぴりり（2013年、テレビ西日本） - スケトウダラ 役
  - めんたいぴりり2（2015年、テレビ西日本）
- 容疑者は8人の人気芸人（2015年4月18日、フジテレビ） - 博多大吉 役
- 晩酌の流儀2（2023年9月16日、テレビ東京） - 博多羽丸 役[39]

### ラジオ
現在のレギュラー番組
- 大吉ポッドキャスト いったん、ここにいます！（2023年4月13日 - 、Podcast）

過去
- 博多大吉 愛のスコールアワー（TOKYO FM、2019年4月4日-9月26日）[40]
- たまむすび（TBSラジオ） - 水曜パートナー

### 劇場アニメ
- 映画 妖怪ウォッチ エンマ大王と5つの物語だニャン!（2015年12月19日） - 犬まろ 役
- 名探偵コナン ゼロの執行人（2018年4月13日） - 羽場二三一 役

### ウェブ番組
- ぶらり路上プロレス（2016年12月7日 - 2017年5月26日、Amazon Prime Video） - 案内人
- ウルトラマンザ・プライム 〜平成ウルトラ激闘編〜（2017年4月5日 - 8月16日、Amazon Prime Video） - MC

### CM
- ワインスプリッツァ（キリンビール）2013年
- とらばーゆ 2014年
- 江崎グリコ「生チーズのCheeza」（2016年）[41]
- スーパーロボット大戦V 2016年[42]
- サッポロ 愛のスコールホワイトサワー （サッポロ）2018年
- サントリー「伊右衛門」（2022年3月 - ）伊右衛門の会『緑茶はどれも同じ？』篇、『いいお茶っておいしい？』篇、『剥がすとおいしい？』篇 本木雅弘、木村佳乃、芦田愛菜と共演
- アサヒビール「アサヒ生ビール〈マルエフ〉」

### その他
- じぶんまくら - イメージキャラクター。 睡眠コンシェルジュとしてWebムービーに出演。

## 書籍
- 『年齢学序説』幻冬舎、2010年2月20日。ISBN 978-4-3440-1782-5。
- 『ぼくたちが知っておきたい生理のこと』(高尾美穂と共著) 辰巳出版、2022年10月。